# اللميس (المخادر)

تعديل مصدري - تعديل

اللميس هي إحدى قرى عزلة جبل عقد بمديرية المخادر التابعة لمحافظة إب، بلغ تعداد سكانها 522 نسمة حسب تعداد اليمن لعام 2004.